# Terme del Faro

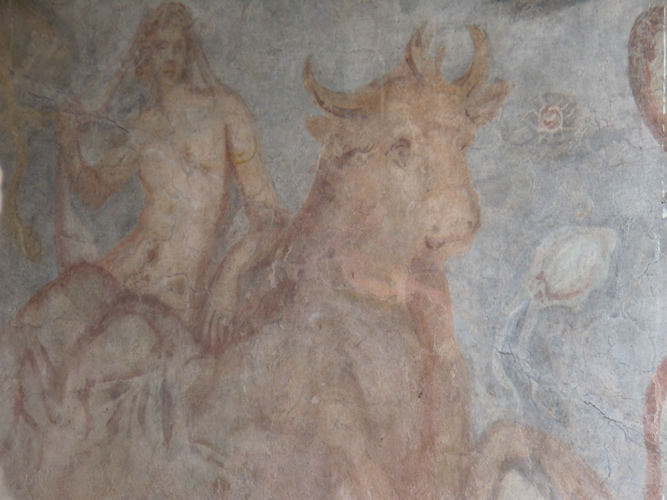
Wandmalerei: Europa und der Stier

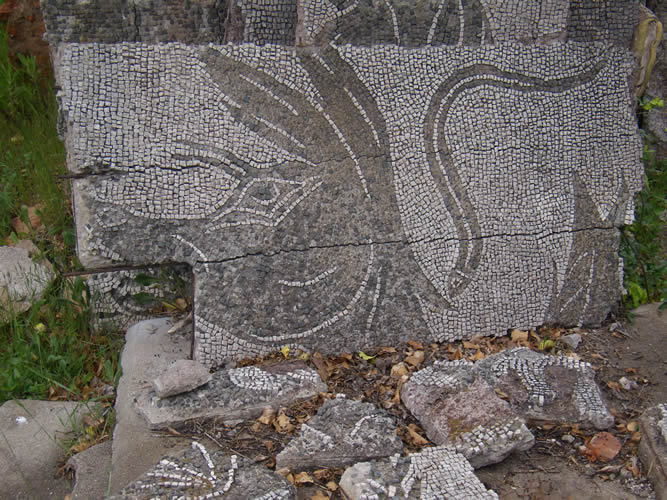
Fragment eines Mosaiks

Die Terme del Faro (Thermen des Leuchtturms) befinden sich in der antiken Stadt Ostia (IV,II,1). Sie wurden am Beginn des zweiten Jahrhunderts n. Chr. erbaut und mehrmals, bis ans Ende des vierten Jahrhunderts hinein, renoviert. Ihren modernen Namen haben sie von einem großen schwarz-weißen Mosaik mit Meeresszenen und der Darstellung eines Leuchtturms in der Mitte.
Ein Plan aus dem Jahr 1805 zeigt, dass damals schon Teile der Thermen freigelegt waren. Sie wurden aber erst im Juli 1940 von G. Calza vollständig ausgegraben. Es erschien jedoch nie ein abschließender Ausgrabungsbericht. In den folgenden Jahren gab es einige weitere Untersuchungen, die vor allem das Ziel hatten, die Baugeschichte des Bades zu klären. Es gab auch Restaurierungsarbeiten.
Die Thermen liegen am Cardo Maximus im südlichen Teil der Stadt. Neben dem Eingang befinden sich auf der einen Seite eine Bar und auf der anderen Seite ein Laden. Hinter dem Eingang liegt das Vestibulum. Links und rechts davon sind die Umkleideräume. In einem davon sind in der Wand noch Löcher zu erkennen, die offensichtlich Schränke oder Regale für die Kleidung der Badenden halten sollten. Im linken Umkleideraum befindet sich das den Thermen den Namen gebende Mosaik mit dem Leuchtturm. Vom Vestibulum gelangt man in das Kaltbad (Frigidarium) mit einem großen Becken auf der Südseite. Die Wände waren hier zum Teil mit Stuckaturen dekoriert, die nur noch an wenigen Stellen erhalten sind. Auf der gegenüberliegenden Seite befindet sich ein Marmorbecken. Die Wände darüber tragen figürliche Wandmalereien, darunter Europa und der Stier. Westlich schließen sich drei beheizbare Räume an, die ebenfalls teilweise mit Mosaiken dekoriert waren. Diese fanden sich beschädigt.